# Улица Князева
Улица Князева — улица в историческом центре Костромы. Проходит, как часть охватывающего центр города полукольца, в продолжение Пятницкой улицы, от улицы Ленина до улицы Шагова, за которой продолжается улицей Долматова.

## История
Историческое название Златоустинская по названию близ расположенной церкви Иоанна Златоуста (современный адрес — Лавровская ул., 5), именовалась также Фроловским переулком (по имени придела Фрола и Лавра в этой церкви). После возведения на улице здания государственного банка, в 1900-х годах — Банковская.
Современное название в честь Вадима Васильевича Князева (1924—1945), уроженца Костромы, лейтенанта Рабоче-крестьянской Красной Армии, участника Великой Отечественной войны, Героя Советского Союза (1945, посмертно). Он ходил по этой улице в школу № 26, а жил на улице Марьинской (ныне — Шагова) в доме № 14.

## Достопримечательности

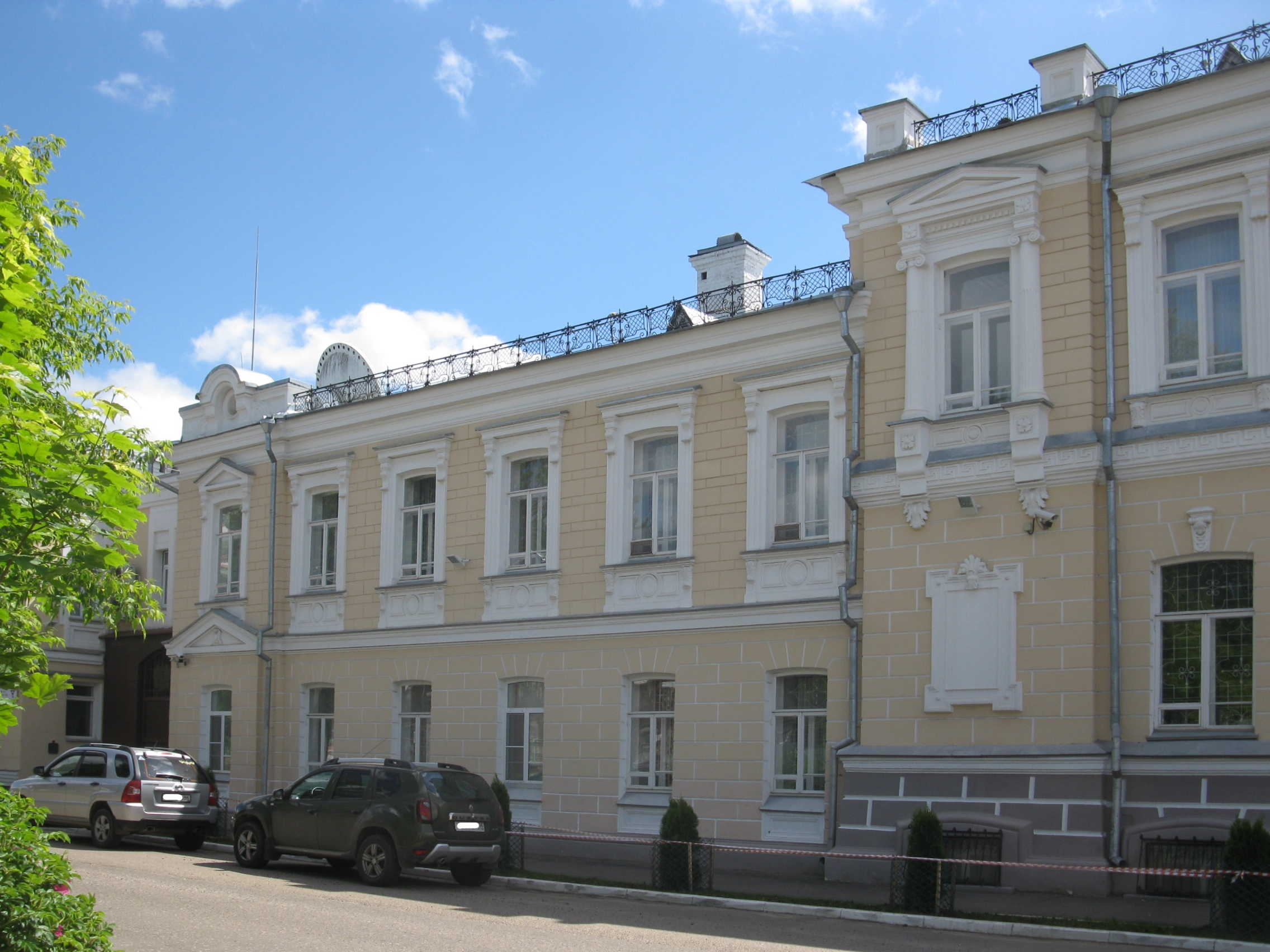
Здание государственного банка

д. 2А — жилой дом, 1870-е гг. 
д. 5/2 — здание государственного банка, 1870-е гг. 
д. 6/8 — бывшее духовное училище (в настоящее время — родильный дом № 1)
д. 7/13 — бывший дом Дурыгиных 
д. 13 — бывший дом Таганцева, 2-я половина XIX века 